# Università degli studi di Antananarivo
L'Università degli Studi di Antananarivo (in francese Université de Tananarive) è la principale università pubblica del Madagascar, che si trova nella capitale Antananarivo. 
Si affermò come il principale centro per l'istruzione nel paese, e venne ribattezzata Università degli Studi del Madagascar nel 1961. 
L'università principale aprì cinque sedi distaccate a Antsiranana, Fianarantsoa, Toamasina, Toliara e Mahajanga.
Nel 1988, tutte le filiali distaccate sono diventate indipendenti l'una dall'altra; l'Università degli studi del Madagascar è da allora rinominata Università di Antananarivo.